# Jan Chvojka
Jan Chvojka (ur. 17 grudnia 1980 w Hlinsku) – czeski polityk, prawnik i samorządowiec, parlamentarzysta, w latach 2016–2017 minister.

## Życiorys
Absolwent prawa na Uniwersytecie Masaryka w Brnie (2004). Tytuł akademicki JUDr. uzyskał w 2009 na Uniwersytecie Karola w Pradze. Pracował jako prawnik w administracji kraju pardubickiego.
Był przewodniczącym socjaldemokratycznej młodzieżówki w Chrudimiu, w 2007 dołączył do Czeskiej Partii Socjaldemokratycznej. W 2010 po raz pierwszy uzyskał mandat deputowanego do Izby Poselskiej, który utrzymywał również w wyborach w 2013 i 2017. W 2014 wybrany na radnego Chrudimia. W 2016 został radnym kraju pardubickiego. W radzie regionalnej zasiadał do 2020, ponownie mandat uzyskał w 2024.
30 listopada 2016 powołany na urzędy ministra ds. praw człowieka i równouprawnienia i przewodniczącego Rady Legislacyjnej w rządzie Bohuslava Sobotki (od 1 grudnia 2016). Zastąpił na tych funkcjach Jiříego Dienstbiera. Stanowiska te zajmował do 13 grudnia 2017.